# Acacia cucuyo
Acacia cucuyo é uma espécie de leguminosa do gênero Acacia, pertencente à família Fabaceae.